# Колбани
Колбани́ (рос. Колбаны) — село (колишнє селище) у складі Совєтського району Алтайського краю, Росія. Водить до складу Нікольської сільської ради.

## Населення
Населення — 207 осіб (2010; 291 у 2002).
Національний склад (станом на 2002 рік):
- росіяни — 91 %